# Guglielmo Marconi (S 521)
Il Guglielmo Marconi è stato un sottomarino della Marina Militare Italiana appartenente alla 2ª serie della Classe Sauro. Costruito nei Cantieri di Monfalcone è stato consegnato alla Marina Militare l'11 settembre 1982.

## Il nome e la storia
Nel passato un altro sommergibile era stato intitolato alla memoria dell'illustre scienziato. Si trattava di un sommergibile della omonima classe, costruito nei cantieri CRDA di Monfalcone, impostato il 19 settembre 1938, varato il 30 luglio 1939 e consegnato alla Regia Marina l'8 febbraio 1940 che durante la seconda guerra mondiale, all'inizio operò nel Mediterraneo, affondando l'11 luglio 1940 il cacciatorpediniere inglese HMS Escort e successivamente prestò servizio nella base atlantica di Betasom a Bordeaux, affondando tra il 1940 e il 1941 altri sette mercantili per un totale di oltre 20 000 tonnellate. Nel corso di una missione, non rientrando alla base fu dichiarato perduto ad ovest di Gibilterra tra il 28 ottobre e il 4 dicembre 1941 essendo quest'ultima data il limite massimo dell'autonomia.
Alla fine degli anni cinquanta era stato progettato un sottomarino d'attacco a propulsione nucleare che avrebbe dovuto chiamarsi Guglielmo Marconi. L'unità, simile alla Classe Skipjack statunitense, avrebbe dovuto avere un dislocamento in immersione di 3 400 tonnellate ed una velocità massima in immersione di 30 nodi. La realizzazione del progetto necessitava della collaborazione degli Stati Uniti, ma il rifiuto americano di collaborare, sulla base di una legge che vietava il trasferimento all'estero di conoscenze e tecnologie nucleari utilizzabili a fini militari, la mancata adesione dell'Italia al trattato di non proliferazione nucleare e altri impedimenti di carattere politico, impedirono che l'impresa avesse seguito provocando l'abbandono del progetto.
Nel 2024 il Marconi viene avviato alla demolizione nei cantieri turchi di Aliağa

## Galleria d'immagini

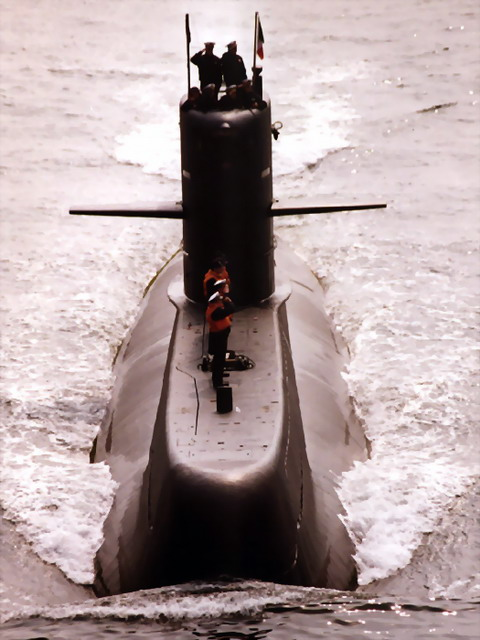
Il Marconi in navigazione
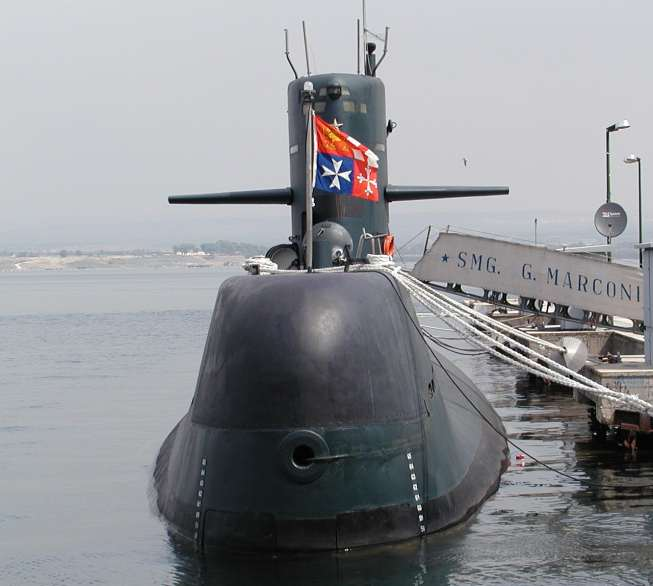
Il Marconi in banchina
Il sommergibile battezzato Marconi prima del varo